# لب‌های آبی
لب‌های آبی (به انگلیسی: Blue Lips) سومین آلبوم استودیویی از خواننده-ترانه‌پرداز سوئدی تو لو می‌باشد که در ۱۷ نوامبر سال ۲۰۱۷ از سوی آیلند رکوردز منتشر گردید. لب‌های آبی دومین قسمت از یک آلبوم مفهمومی دو بخشی که «بالا پایین‌ها و در نهایت سقوط یک رابطه» را توصیف می‌نماید، است.